# Batman: The Caped Crusader
Batman: The Caped Crusader — компьютерная игра в жанре приключенческий боевик, разработанная Special FX Software (Джонатан Смит, Зак Таунсенд, Чарльз Дэвис, и Кит Тинман) и изданная Ocean Software в 1988 году. Игра была лицензирована Data East и Erbe Software для выпуска в Северной Америке и Испании. Это была вторая из трех несвязанных игр про Бэтмена, выпущенных Ocean, после Batman в 1986 году и предшествующая Batman: The Movie в 1989 году.

## Геймплей
Batman: The Caped Crusader — приключенческий боевик, использующий уникальный стиль, обновлённый Джонатаном Смитом и Чарльзом Дэвисом, чтобы показать действие так, как будто это происходит в комиксе. Этот метод включал размещение каждой игровой площадки в своей панели, часто с надписью в стиле комиксов в верхнем левом углу, при этом неактивные панели исчезали за текущим активным местоположением. Эта концепция была расширена в Comix Zone семь лет спустя.
Еще одна заметная особенность заключалась в том, что игра была разделена на две независимо воспроизводимые части, в которых Бэтмен сталкивается с двумя из его самых известных противников: A Bird In The Hand с участием Пингвина и A Fete Worse Than Death в котором участвует Джокер.

## Отзывы
| Иноязычные издания | Иноязычные издания |
| Издание            | Оценка             |
| ------------------ | ------------------ |
| Crash              | 93 %               |
| Your Sinclair      | 9/10               |

Your Sinclair оценил игру на 9 из 10, восхваляя красочную и выразительную графику и наличие двух отдельных приключений. Computer Gaming World также дал положительный отзыв, похвалив графику, особенно графику на Atari ST. Однако было отмечено, что игра ставит лабиринты и головоломки выше избиения плохих парней, но они, как таковые, не оправдывают ожиданий.